# Rue de l'Université (Paris)
A Rue de l'Université está localizada em Paris, no 7.º arrondissement.

## Localização e acesso
A rua de 2785 metros de comprimento e largura variável, entre 10,50 metros e 15 metros, é plana e paralela ao Rio Sena, de onde fica a apenas algumas centenas de metros.
Começa, a leste, no cruzamento com a Rue des Saints-Pères e toma a direção oeste-noroeste, atravessa o Boulevard Saint-Germain e retoma a oeste na altura do Palácio Bourbon, atravessa a Esplanade des Invalides, atravessa o Boulevard de la Tour-Maubourg, depois a Avenue Bosquet e a Avenue Rapp; ele então se inclina um pouco para o sul, cruza a Avenue de La Bourdonnais antes de terminar em um beco sem saída na Allée Paul-Deschanel na praça nordeste da Torre Eiffel.

## Origem do nome

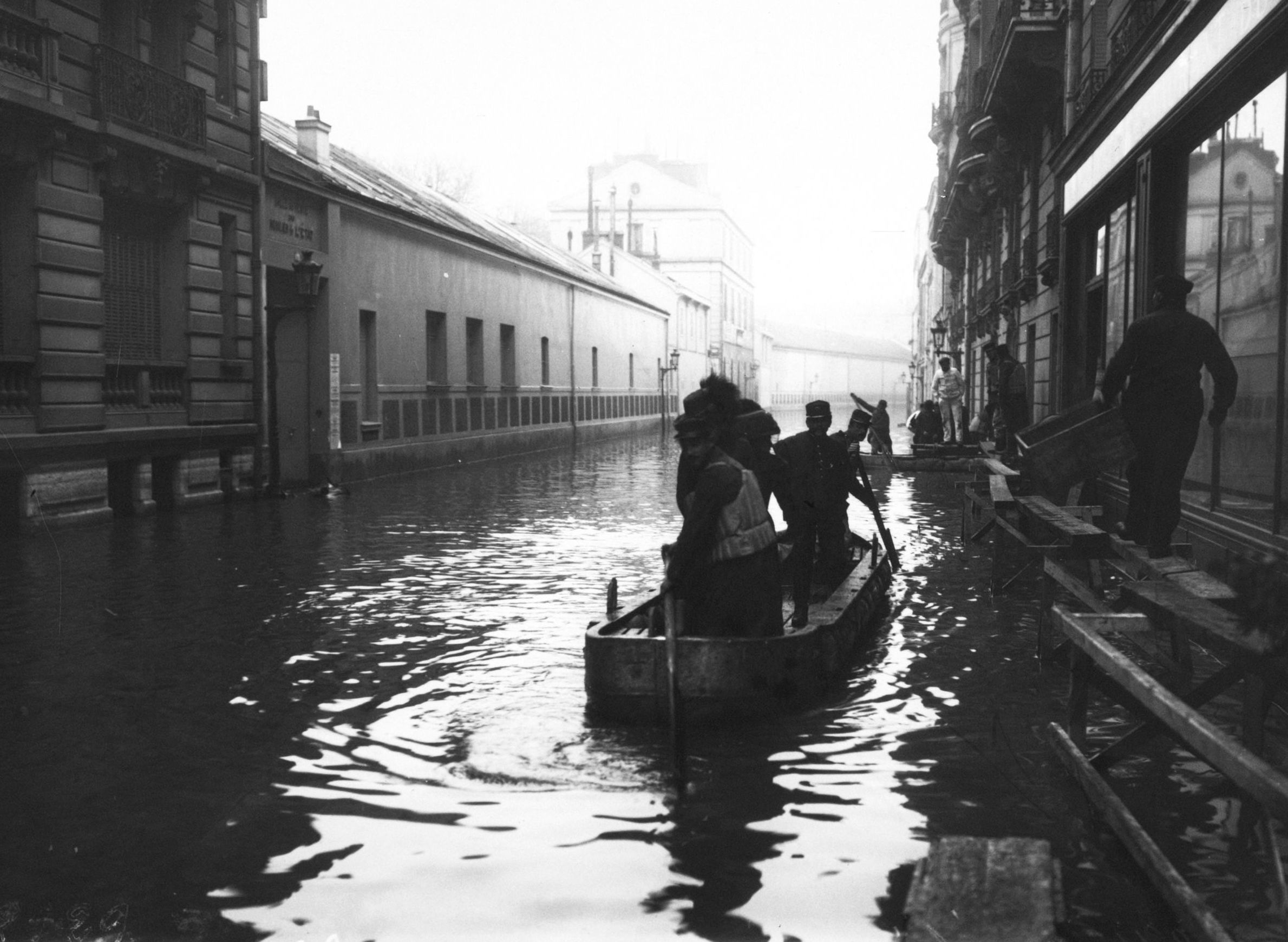
A rue de l'Université durante as inundações de janeiro de 1910.

No século XII, a Universidade de Paris adquiriu um território localizado ao longo do Sena, a oeste da Abadia de Saint-Germain-des-Prés à qual pertencia anteriormente. Esse território foi chamado "Pré-aux-Clercs" (mencionado pela primeira vez em 960): ou porque os alunos (anteriormente chamados de "clercs") vinham descansar ali durante seus períodos de descanso, seja porque o "mostrar" ou a revisão dos súditos do rei de Basoche acontecia todos os anos (esta associação não foi reconhecida até 1303).
O Pré-aux-Clercs também foi palco de muitos duelos.
Em 1639, a Universidade revendeu os Pré-aux-Clercs e foi subdividida para se tornar um novo bairro de Paris cuja rua principal recebeu o nome de "Rue de l'Université". Posteriormente, com as sucessivas extensões da cidade, esta rua foi estendida até o Campo de Marte, atravessando no caminho a Esplanade des Invalides. A rua corria ao longo de um braço do Sena até o anexo da Ilha dos Cisnes no final do século XVIII.

## História
Até 1838, a rue de l'Université era composta por duas partes distintas:
- a primeira, entre a rue des Saints-Pères e a rue d'Iéna, tinha o nome de "rue de l'Université";
- a segunda parte, que vai da rue d'Austerlitz até a avenue de La Bourdonnais, chamava-se "rue de l'Université-au-Gros-Caillou".

Um decreto municipal de 31 de agosto de 1838 prescreve a reunião destas duas partes sob o único e mesmo nome de "rue de l'Université".
Em 7 de junho de 1918, durante a Primeira Guerra Mundial, um projétil lançado pela Grosse Bertha explodiu no nº 102 rue de l'Université.

### Primeira parte, entre a rue des Saints-Pères e a rue d'Iéna
Vários planos dão-lhe indiferentemente os nomes de "rue de l'Université" e "Rue de la Sorbonne". Jaillot pensa que esta dupla denominação lhe foi atribuída pelo povo, que comumente confundia a Sorbonne com a Universidade.
Em 1529, ainda era apenas um caminho chamado "chemin des Treilles", porque dava para a Ilha des Treilles, conhecida depois como a Ilha Maquerelle ou Ilha dos Cisnes.
Tendo a Universidade alienado os Pré-aux-Clercs em 1639, iniciou-se a construção deste caminho, que tomou então o nome de "rue de l'Université".
Em 1650, apenas metade foi construída.
Uma decisão ministerial de 15 do Floreal Ano V (4 de maio de 1797), assinado Bénézech, e uma ordenança real de 7 de março de 1827, defina a largura mínima desta parte da rua em 10,50 metros.

### Segunda parte, entre a rue d'Austerlitz e a avenue de La Bourdonnais
«Sessão de 15 de julho de 1793. — Sobre o relatório dos administradores do Departamento de Obras Públicas, sobre o alinhamento a ser dado ao prolongamento da Rue de l'Université, da Esplanade des Invalides ao campo da Federação; a autarquia, após ter visto o plano apresentado pelos referidos administradores, e ouvido o procurador da comuna, ordena que o lado esquerdo da Rue de l'Université se prolongue em linha reta até à distância de 179 toesas a 2 pés o ângulo reto da Rue Saint-Jean, onde formará uma curva, e também correrá em linha reta até o ângulo externo do muro da vala que margeia o campo da Federação, e que do lado direito o dito a extensão da rua seguirá no mesmo sentido, 36 pés do lado oposto em esquadro e paralelo; autoriza os administradores de obras públicas a dar alinhamentos de acordo com esta orientação. Assinado Pache e Coulombeau.»
Uma decisão ministerial de 8 do Brumário Ano X (30 de outubro de 1801), assinado Chaptal, fixa a largura desta parte, em 12 metros, desde a esplanada des Invalides até a rue de la Vierge. Para o excedente, essa mesma largura é adotada pelo Ministro do Interior Champagny, em 10 de abril de 1806. Uma ordenança real de 8 de fevereiro de 1848 fixa em 11,65 metros a menor largura desta via pública.

## Edifícios notáveis e lugares de memória

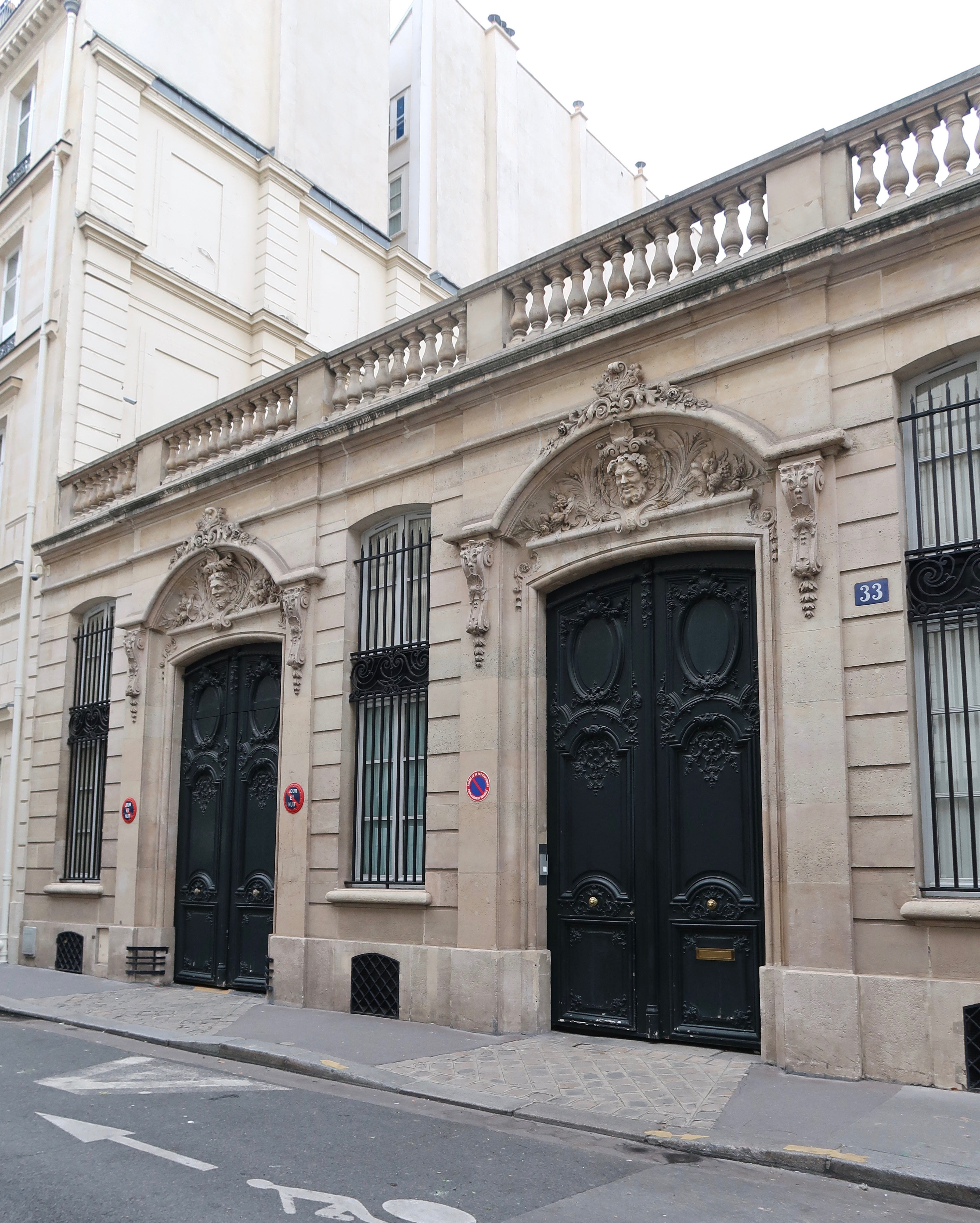
Nº 33.
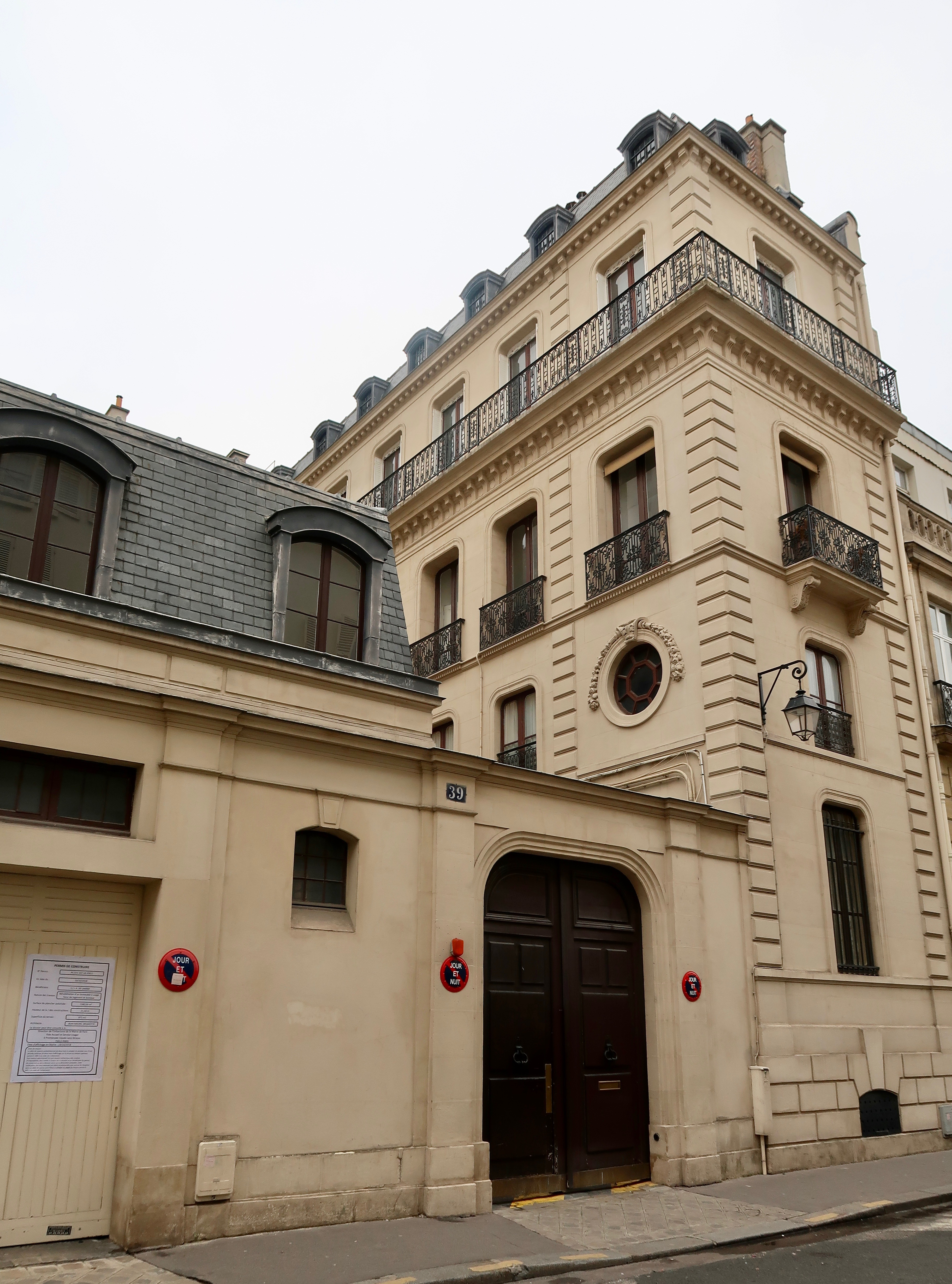
Nº 39.
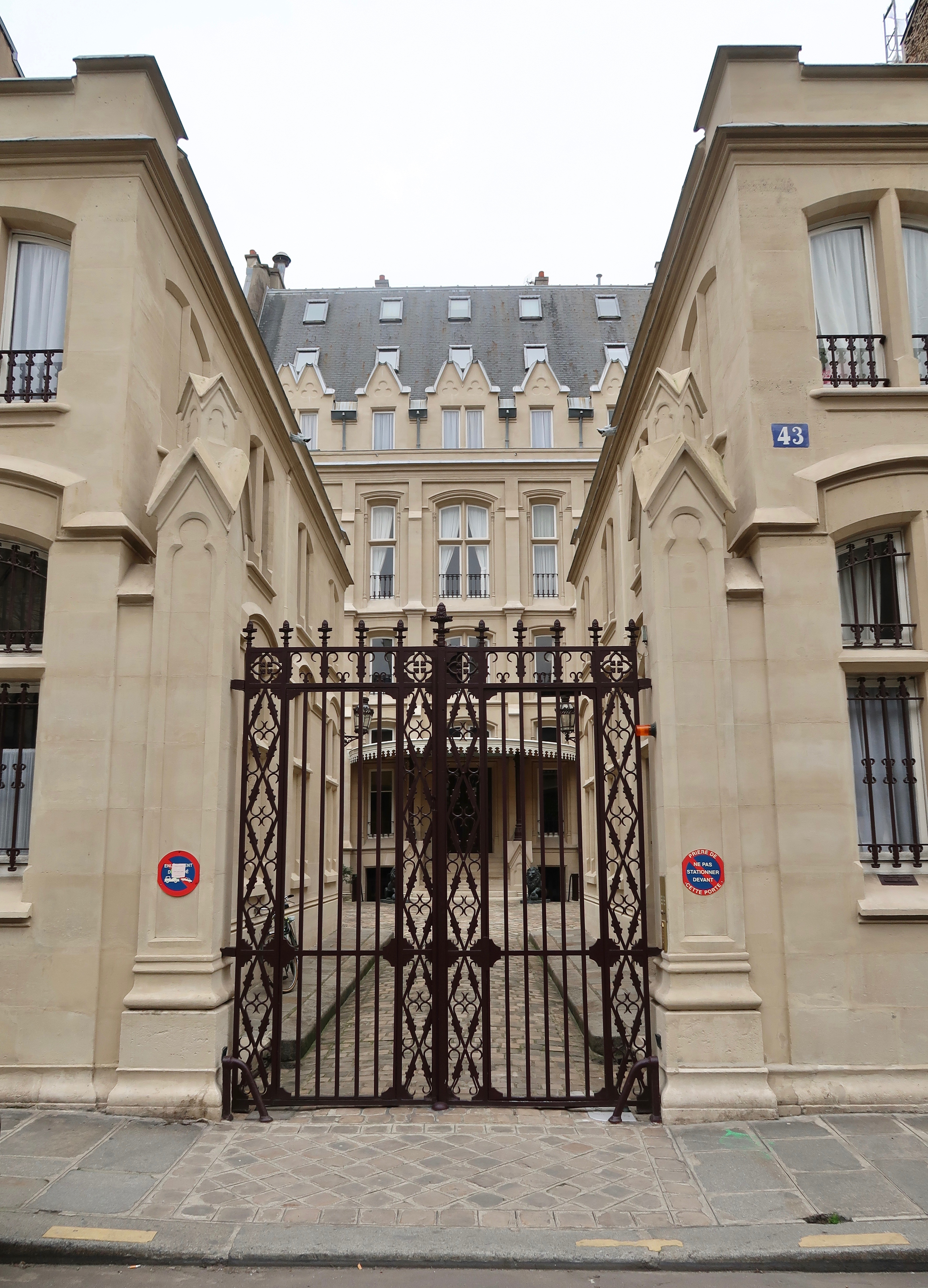
Nº 43.
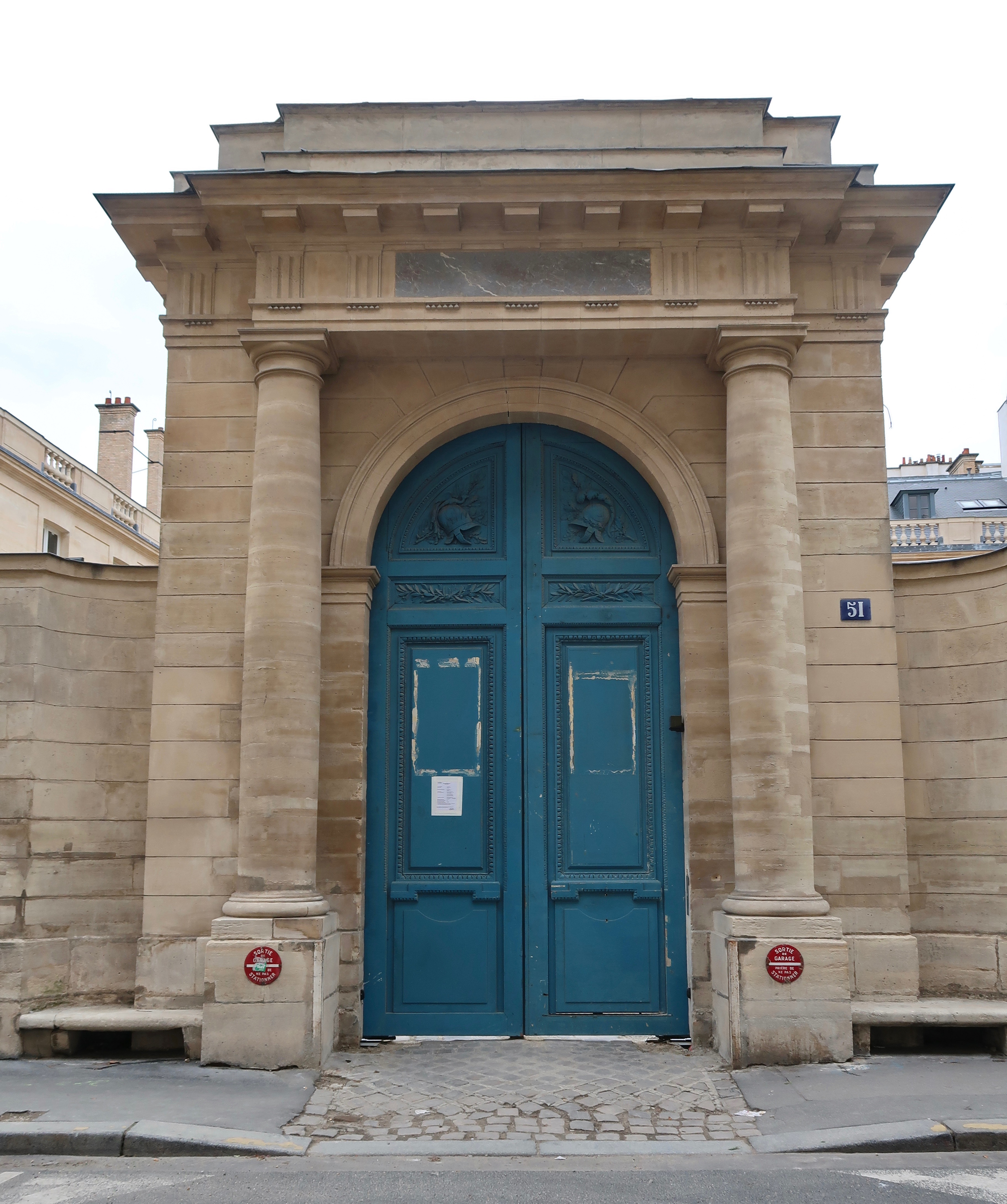
Nº 51.

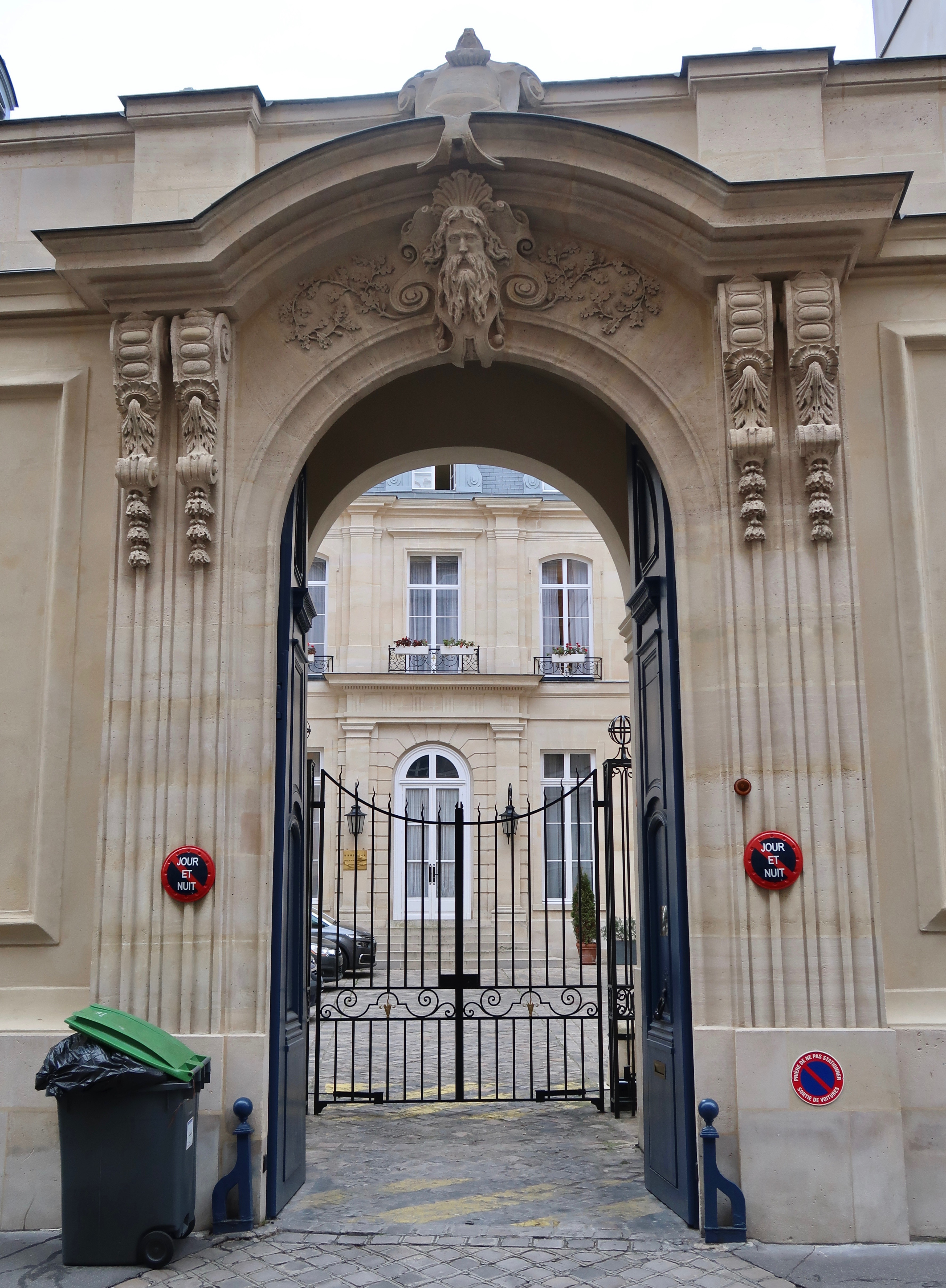
Nº 78.
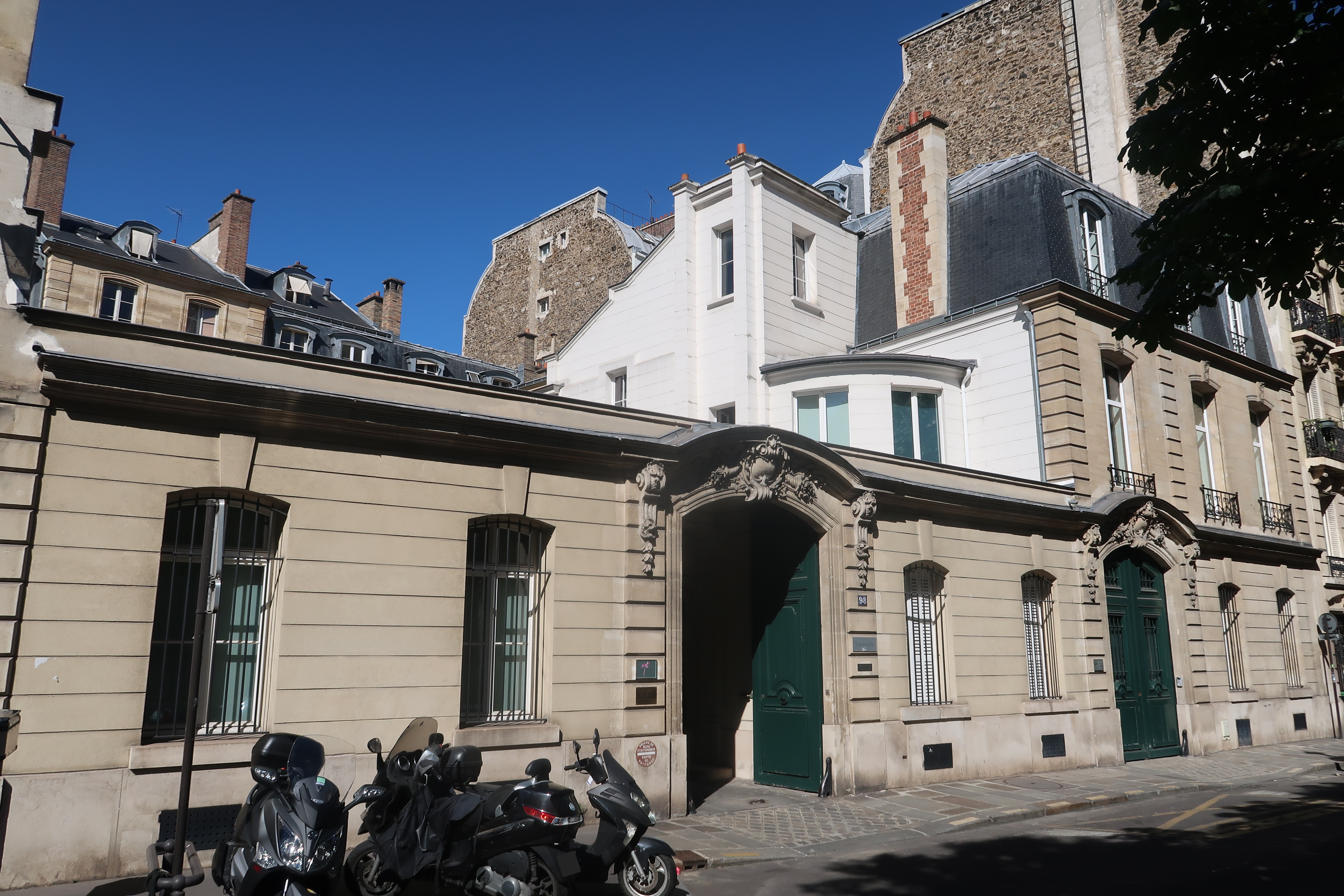
Nº 98.
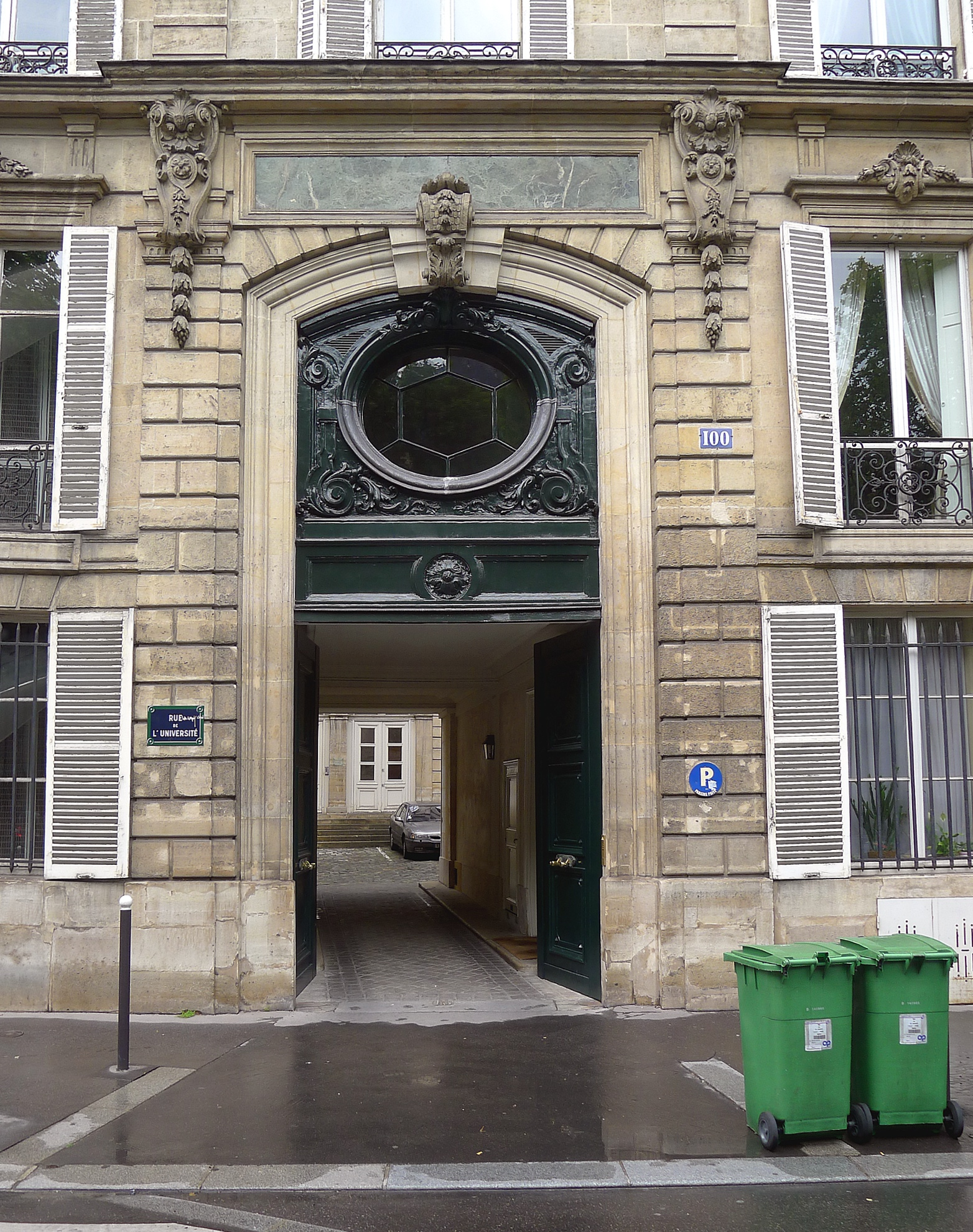
Nº 100.

O quadrilátero entre a rue Surcouf, a rue de l'Université, a rue Jean-Nicot e o Quai d'Orsay fica na antiga Île des Cygnes.
- Nesta rua estava o Hôtel de Montbazon, construído por Jean-Baptiste Leroux, agora destruído.

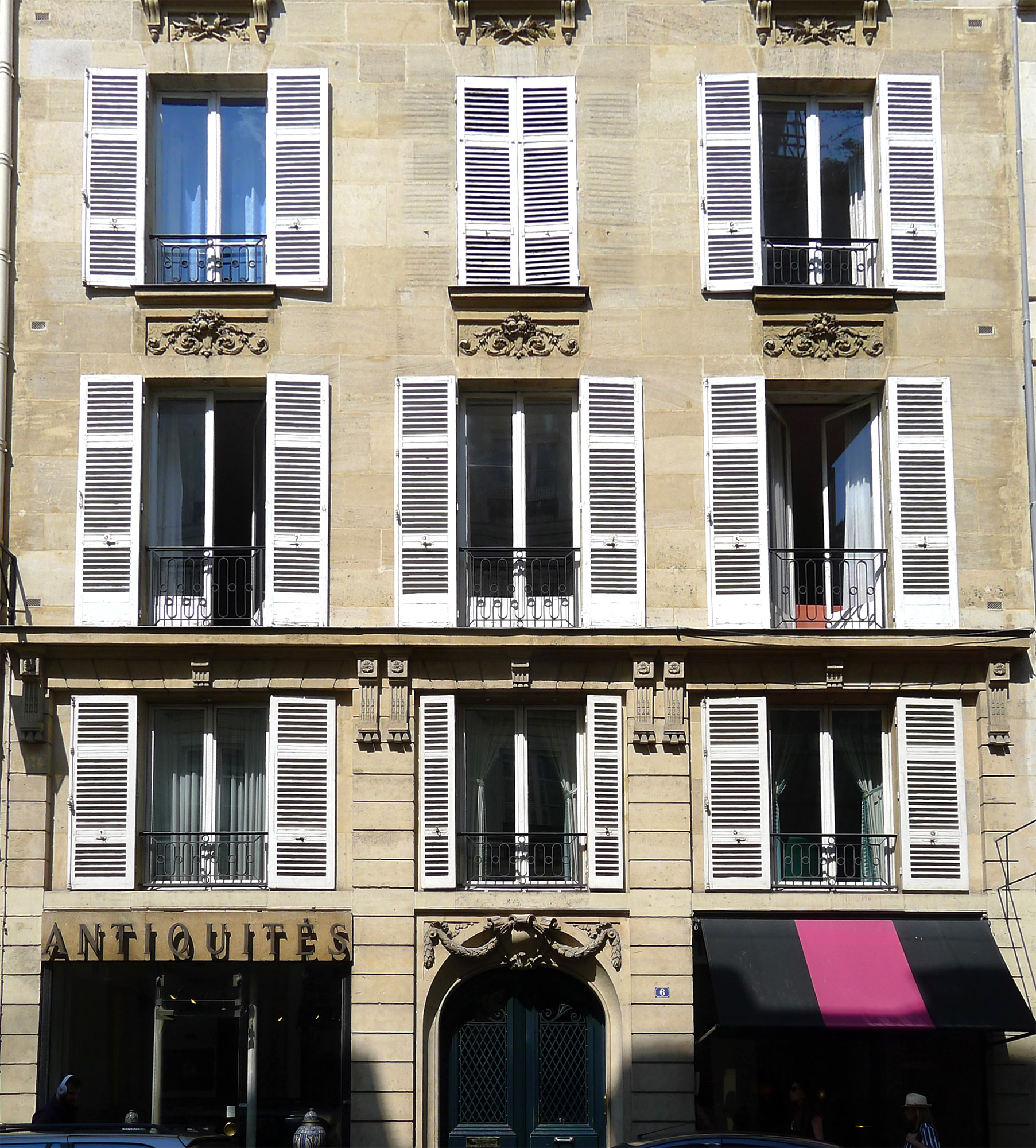
Nº 3: boutique da designer de joias Line Vautrin, entre o início dos anos 1950 e 1962.
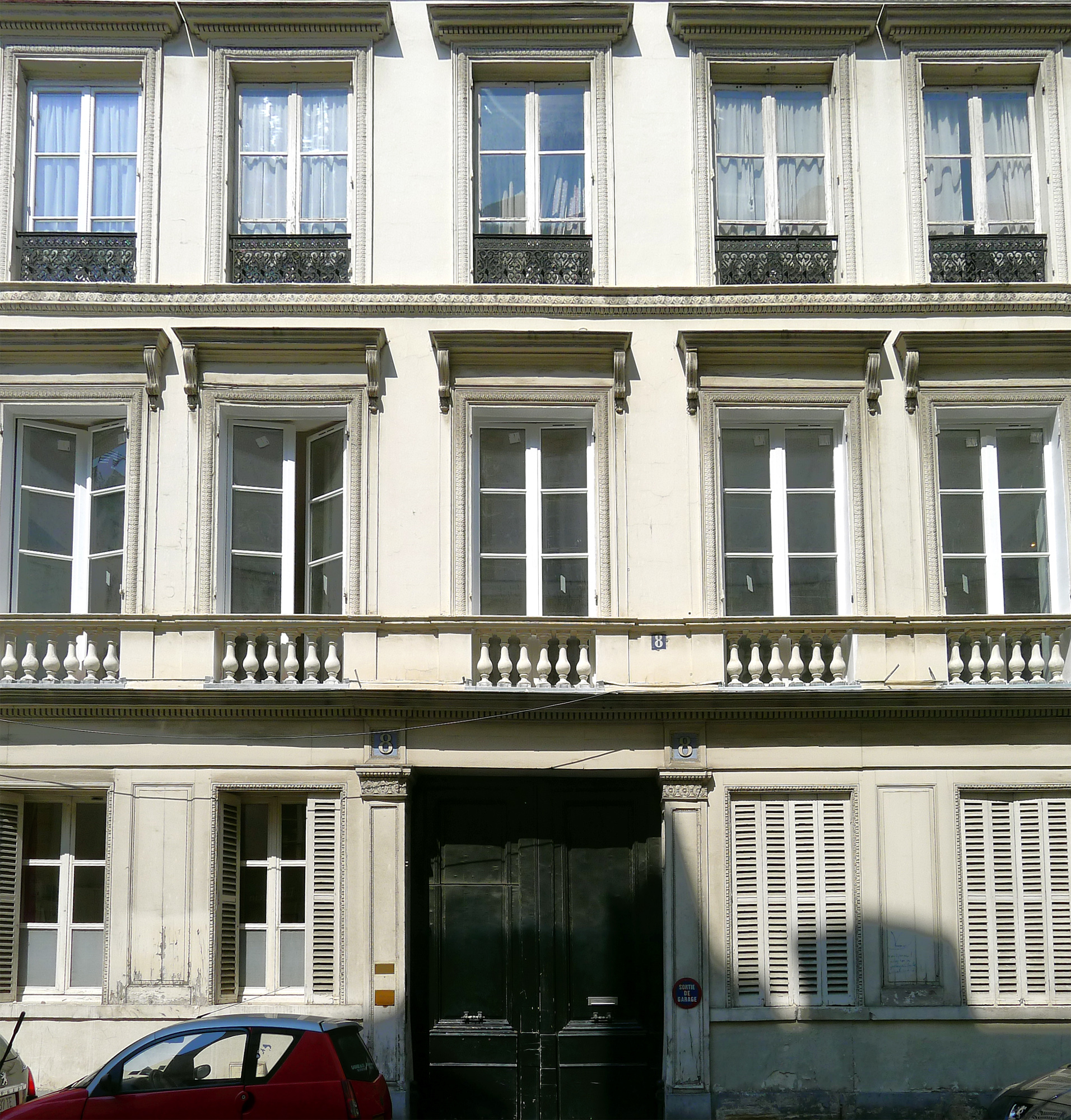
Nº 5: hotel do Marquês de Gamaches, construído por Jean-Baptiste Leroux, muito redesenhado.
- Nº 6: fachada, Hôtel de Montmorency em 1787.
- Nº 8: fachada.

- Nº 6.
- Nº 8.

- Nº 11: interessante edifício na rua que pertenceu à família de Albert de Luynes, construído após a abertura da rue du Pré-aux-Clercs e a destruição em 1844 do Hôtel Tambonneau projetado por Louis Le Vau. Sede desde 1979 da Fundação Hugot do Collège de France.[4]
- Nº 13: Hôtel de Feydeau de Brou, construído no início do século 18 para Marie-Anne Voysin, viúva de Messire Denys Feydeau, Senhor de Brou, Presidente do Grande Conselho. O hotel é notavelmente a residência parisiense de Paul Esprit Feydeau de Brou (1682-1767), Guardião dos Selos da França. A embaixada veneziana foi estabelecida aí por volta de 1772. Mais tarde albergou uma fábrica de gelados e uma academia de corridas de cavalos, depois a Serviço Hidrográfico e Oceanográfico da Marinha em 1817 que, ao realizar grandes transformações, distorce completamente o edifício original. De 1971 a 1978, o hotel foi totalmente demolido, com exceção do pátio, do portão e da fachada para abrigar a Escola Nacional de Administração, depois a partir de 2007, o Instituto de Estudos Políticos de Paris (Sciences Po).
- Nº 15: Hôtel d'Aligre, construído no final do século XVII para Jacques Laugeois d'Imbercourt, decoração de interiores executada por volta de 1806 para Claude de Beauharnais, possivelmente por Percier e Fontaine.
- Nº 16: boutique estilo renascentista, início do século XIX.
- Nº 17: hôtel Bochart de Saron, construit en 1639 pour François Lhuillier et surélevé d'un étage en 1650. Em 1769, Jean Baptiste Gaspard Bochart de Saron (1730-1794), primeiro presidente do Parlamento de Paris e primo dos Lhuilliers, mandou reconstruir o hotel a partir dos prédios antigos pelo arquiteto Joseph-Abel Couture e pelo empresário Mathias Pasquier e acrescenta a parte entre pátio e jardim, bem como a folie. Charles-Maurice de Talleyrand-Périgord viveu lá em seu retorno dos Estados Gerais de Versalhes em 1789 até 1792, quando partiu para a Inglaterra. No século XIX, Jean François Aimé Dejean, general da Revolução Francesa, morreu aí em 12 de maio de 1824, então o hotel pertencia a Marguerite Wilson, que a herdou de seus pais e ali estabeleceu sua residência parisiense. Ele atualmente pertence às Éditions Gallimard.
- Números 18-20: prédios de apartamentos construídos por volta de 1666 para o hospício dos Incuráveis. Claude François Chauveau-Lagarde, advogado de Maria Antonieta e Charlotte Corday viveu neste endereço antes de François-René de Chateaubriand aí se estabeleceu.

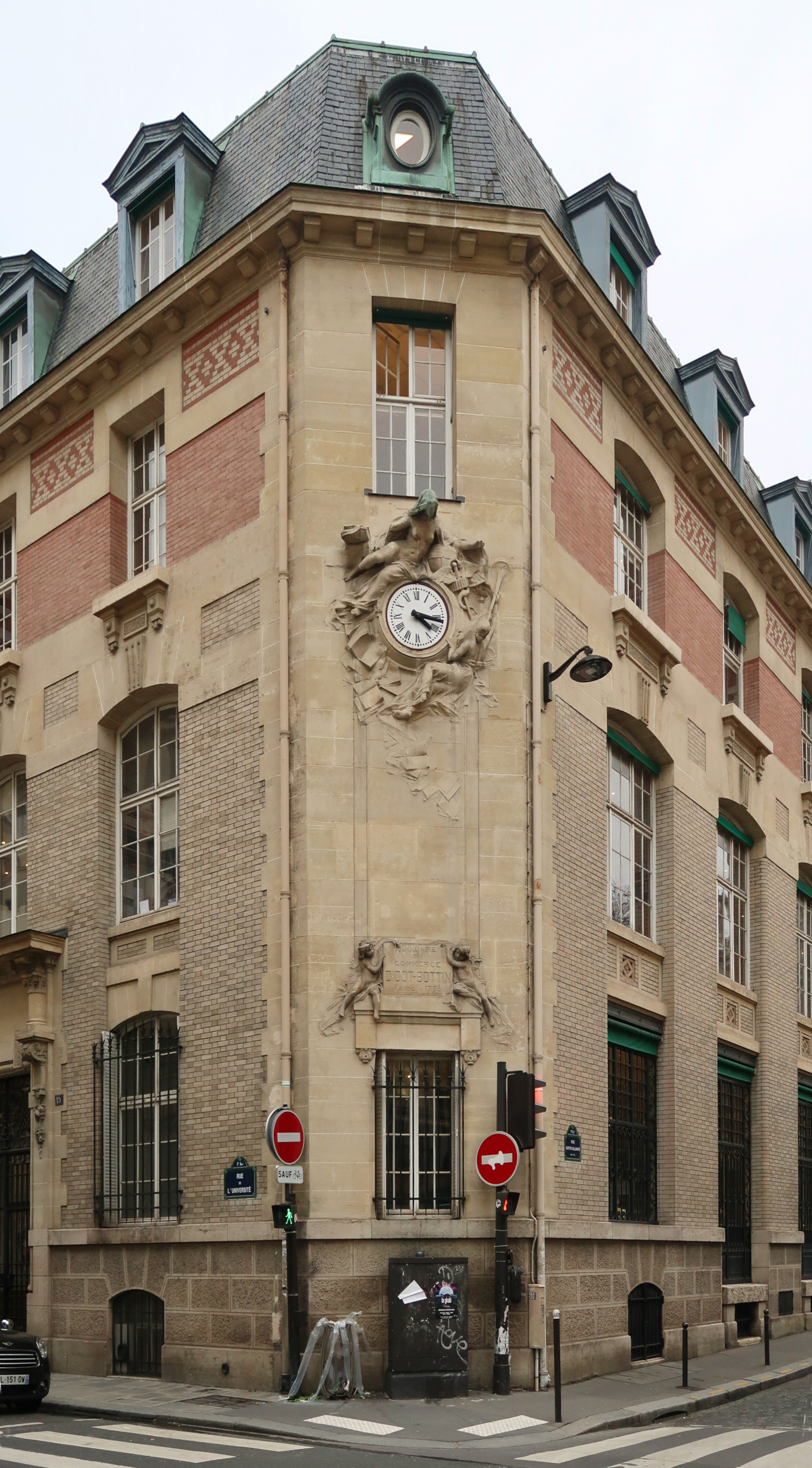
Nº 19, avec un bas-relief au nom de Didot-Bottin, au croisement avec la rue Gaston-Gallimard.

- Nº 21: Hôtel de Bragelonne, também chamado de "Hôtel de La Salle", foi construído em 1639 para Thomas de Bragelonne, primeiro presidente do Parlamento de Metz, então amputado pela abertura da rue Sébastien-Bottin. O embaixador americano na França Albert Gallatin morou aí em 1816. Em 1818, ao retornar do exílio, Cambacérès comprou este hôtel de seu amigo general Antoine François Andréossy e morou lá até sua morte em março de 1824. Em 1921, o hotel pertence ao Duque de la Salle de Rocheinaure.[5]
O hotel abrigava serviços do Ministério da Economia e Finanças (Direção Geral das Alfândegas e Direitos Indiretos e Dívida Pública) antes de ser vendido em 2007 (ou 2005 ?) a um fundo de investimento (Carlyle) que o vendeu em 2012 à empresa de Gérard Lhéritier, Aristophil, especializada na perícia e comercialização de manuscritos. Após contratempos financeiros, a empresa foi colocada sob a autoridade de um administrador judicial, Gérard Philippot, e a mansão foi novamente colocada à venda no início de 2015 antes de ser vendida, em julho do mesmo ano, à imobiliária LFPI Reim detida por fundos de pensões por pouco mais de 30 milhões de euros.[6]
- Nº 23: hotel construído para Jean Levasseur, secretário do Rei, em meados do século XVII (Direção Geral das Alfândegas e Direitos Indiretos).
- Nº 24: Hôtel de Sénecterre. Aparthotel construído por Thomas Gobert (por volta de 1630 – por volta de 1708) em 1685, remodelado em 1777 por Nicolas Ducret e Denis-Claude Liégeon. Na rua, dois prédios foram reunidos em 1837 pelo arquiteto Moitié para o Barão Nougarède de Fayet. Sede do Ministério do Comércio e Artesanato.
- Nº 33: Hôtel Le Vayer, edifício construído depois de 1845 no estilo Luís XV por Henry Froelicher para o conde Aymar de Nicolaï, Marquês de Bercy, no local de um hotel construído antes de 1717 para o presidente François Duret (sucessivamente chamado de "hôtel de Cosnac", 1730, "de Nesle", 1745 e "de Montesquiou"). Foi sede da Comissão de Recuperação Artística, encarregada das operações de recuperação de obras de arte, livros e arquivos, retirados do território nacional pelos alemães durante a Segunda Guerra Mundial.

- Nº 33.
- Nº 39.
- Nº 43.
- Nº 51.

- Nº 34 bis: Arsène Lupin viveu aí sob o nome de duque de Charmerace.[7]
- Nº 37: Studio 37, prédio universitário destinado à pesquisa de som e imagem, gravação, musicologia dos anos 1950 e amostragem sonora e de vídeo. Alugado à RTF, funcionou dia e noite até 1964 e sua transferência para a Maison de la Radio (a RTF tornou-se a ORTF).[8]
- Nº 41: foi aqui, em sua casa parisiense, que morreu subitamente em 16 de dezembro de 1897 o escritor Alphonse Daudet, como indica um painel na fachada.
- Nº 43: em 1856, este hotel, descrito como "novo" e composto por três apartamentos, encontra-se para arrendamento;[9] em 1881 voltou a ser alugado por 12 000 francos por ano; localizado "entre o pátio e o jardim", inclui três grandes salões "magnificamente decorados", uma grande sala de jantar, cinco suítes, banheiro, pequeno jardim, estábulo e galpão para 4 cavalos e 4 carruagens, 10 quartos de empregados.[10] Vários membros da nobreza viviam neste endereço, incluindo um duque e um visconde de Noailles, o primeiro na década de 1870[11] e a segunda na década de 1920.[12]
- Nº 44: em 1834, Aux deux bottes uniques, monsieur Mourey, sapateiro patenteado.
- Nº 46: O general Claude François de Malet viveu lá durante seu Golpe de Estado.
- Nº 51: Hôtel de Longueil (também conhecido como de Maisons, d'Angervilliers, de Soyecourt, Pozzo di Borgo), construído por Pierre Cailleteau dit Lassurance de 1706 para o presidente François Duret que o revendeu em 1707 para Claude de Longueil, Marquês de Maisons.[13]
- Nº 53: localização do antigo hôtel d'Auvergne, depois de Tencin e de Mailly, construído em 1705 por Pierre Cailleteau dit Lassurance.
- Nº 60: o arquiteto Charles Frédéric Chassériau residiu lá entre 1820 e 1830.
- Nº 69: localização do antigo Hôtel de Chalais. Construído em 1786 por Jean-Baptiste Louis Élisabeth Le Boursier para Élie Charles de Talleyrand-Périgord, Príncipe de Chalais e a Princesa, nascida Marie-Caroline de Poyanne de Baylens, em terreno adquirido do arquiteto Florentin Gilbert. A negociação não foi concluída até abril de 1786, embora o príncipe tenha obtido sua licença de construção em 13 de dezembro de 1785. A planta e a elevação da rua foram mantidas. O portal foi enquadrado por colunas dóricas aninhadas. Em 1807, foi adquirido pelo Marechal Soult, Duque da Dalmácia. O Hôtel de Dalmatie foi remodelado por Trou dit Henry. Ele foi destruído como parte da abertura do boulevard Saint-Germain em 1868, sob Haussmann.
- Nº 78: Hôtel Hocquart, construído em 1754 em estilo Luís XV tardio, lembrando as construções de Contant d'Ivry pelo arquiteto Jean Damun, bem como o hotel similar em 75, rue de Lille (anteriormente rue de Bourbon) que fica de frente para ele e é separado por seus jardins. Esta operação foi parte de uma especulação imobiliária montada em terrenos que haviam pertencido a Jules Hardouin-Mansart, entre a rue de Bourbon e a rue de l'Université, pelo banqueiro Pierre Salle, Pierre-Louis Brunet e Le Franc de Jettonville. A vanguarda central do alçado do jardim, de três lados, é decorada com pilastras jônicas. Depois de ter abrigado a sede da Compagnie du Midi, o hotel foi restaurado na década de 1980 para a empresa La Prévoyance vie pelo arquiteto Francis Chirot e pelo decorador Jean Prudhomme-Bené. Abriga o Escritório de representação de Taipei na França.
- Nº 82: Alphonse de Lamartine residiu aí de 1837 a 1853.
- Nº 83: neste local havia uma casa na qual Turgot morreu em 1781.
- Nº 90: Alberto I de Mônaco nasceu aí em 1848.
- Nº 98: hotel que alberga as instalações do CEVIPOF, Centro de Pesquisas Políticas de Sciences Po (laboratório da Fundação Nacional de Ciências Políticas, associado ao CNRS desde 1968).

- Nº 78.
- Nº 98.
- Nº 100.

- Nº 101: Edifício Chaban-Delmas, construído em 1974 para abrigar em sete andares, os gabinetes pessoais dos deputados da Assembleia Nacional e seus colaboradores. Edifício renovado em 2008, está ligado ao Palácio Bourbon por uma passagem subterrânea.
- Nº 102: Hôtel de Locmaria (1730), demolido em 1959. Originalmente propriedade da Marquesa de Locmaria, que comprou o terreno da Duquesa de Richelieu em 1719. Ela comprou vários outros terrenos na rua entre 1719 e 1724.[14] Por casamento em 1725, o hotel se tornou propriedade do Marquês Henri-François de Lambert.[15] Foi fotografado por Eugène Atget.[16]
- Nº 108: fundo do jardim do hôtel particular no 121, rue de Lille.
- Números 126-128: Palácio Bourbon e Hôtel de Lassay, sede da Assembleia Nacional.
- Nº 133 bis: sede nacional do MoDem.[17]
- Nº 135: Conservatório Municipal de Música e Residência para Idosos, construído por Christian de Portzamparc (1984).
- Nº 147: Sede do Institut national de la recherche agronomique (INRA).
- Nº 166: clinique de l'Alma.
- Nº 182: aqui, Auguste Rodin teve uma oficina no Depósito de Mármores.
- Nº 200: Palais de l'Alma cuja entrada principal fica no Quai Branly.
- Nº 204: a esta altura, a rue de l'Université corre ao longo da fachada e da entrada sul do Museu do Quai Branly.
- Nº 209: QG de Nicolas Sarkozy para as primárias presidenciais dos Republicanos de 2016.[18]
- Nº 289: localização da residência de Louis Dubois du Bais[19] agora destruído.

### Placas comemorativas

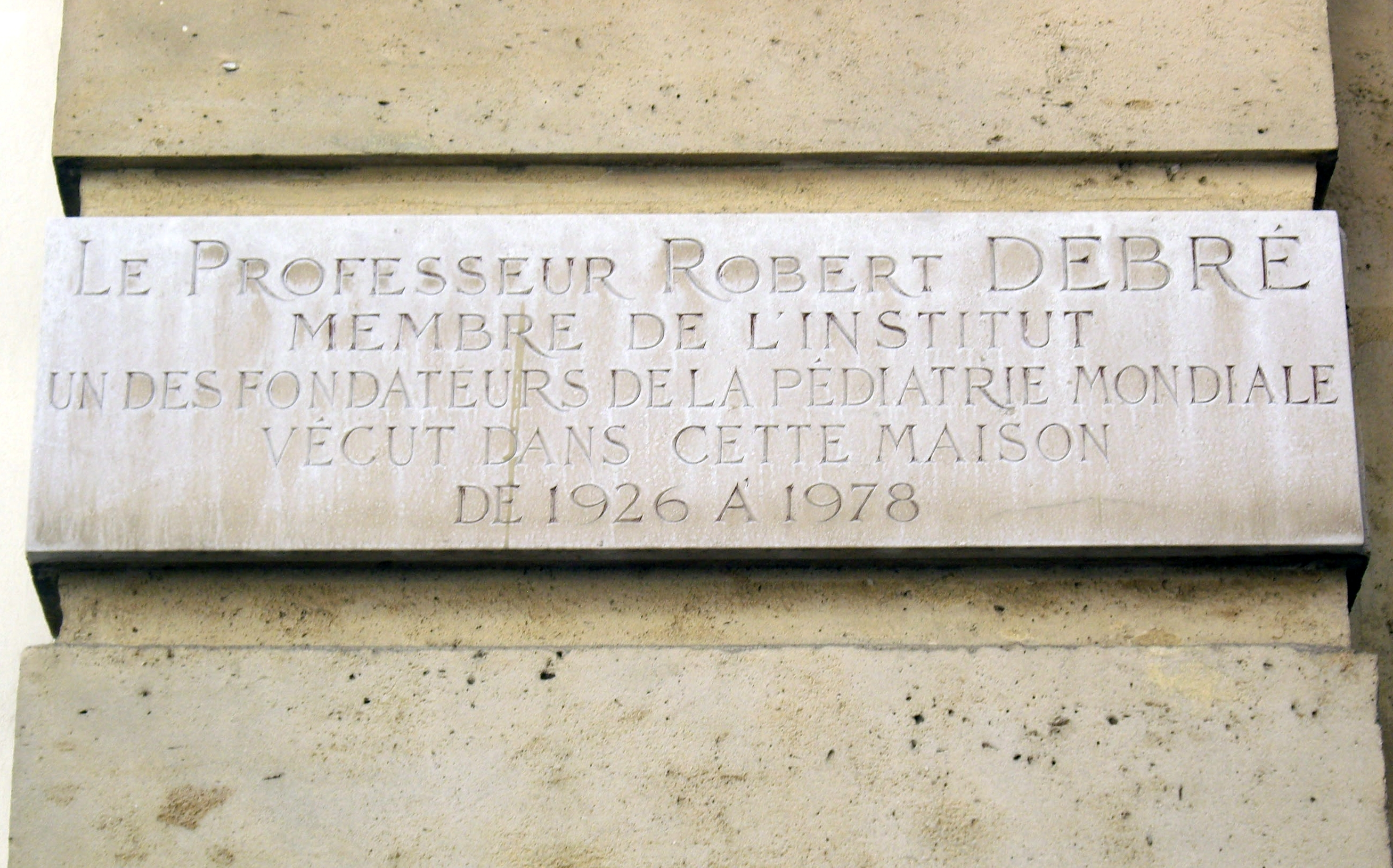
Robert Debré viveu no nº 5 de 1926 a 1978.
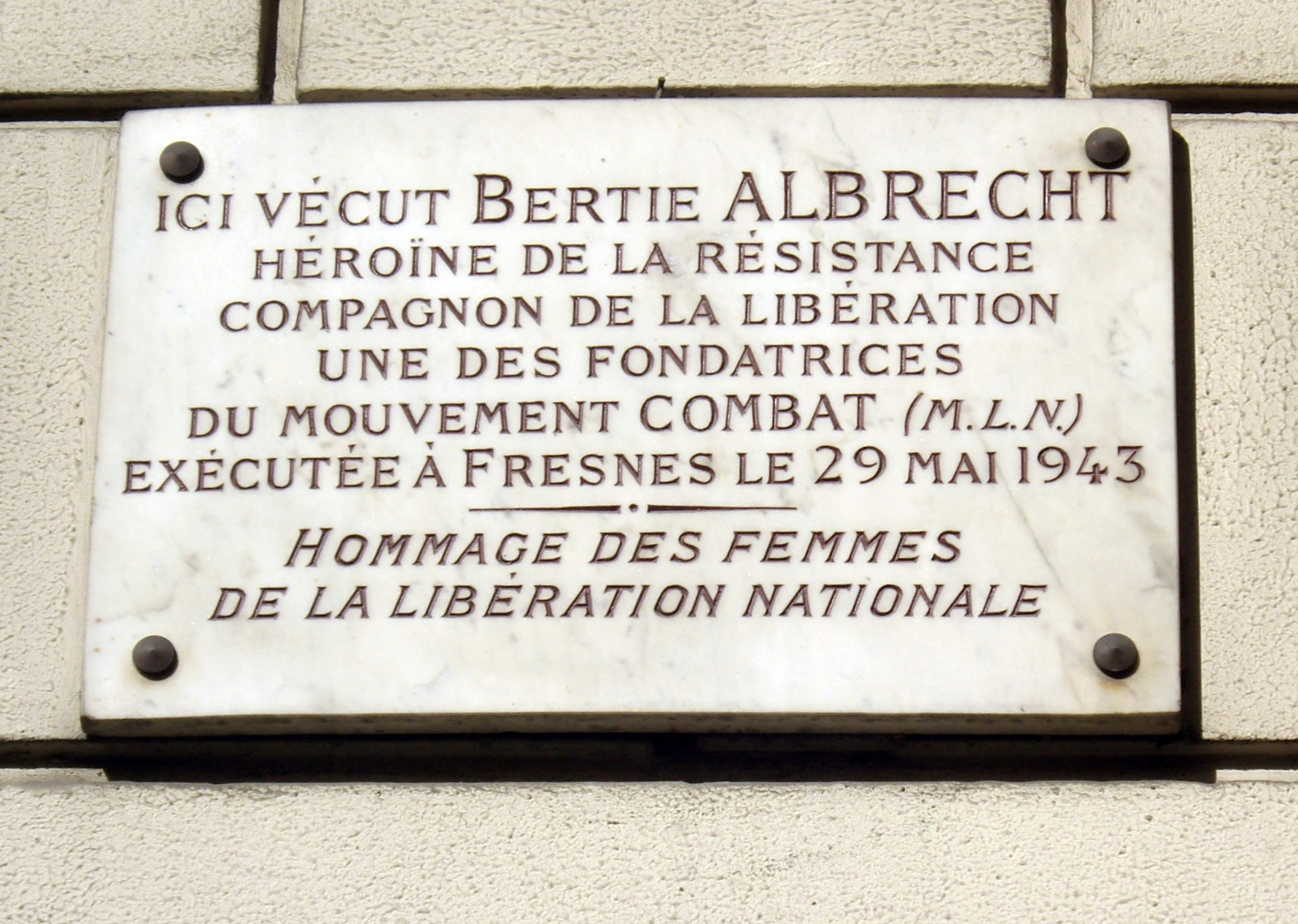
Berty Albrecht morava no nº 16.
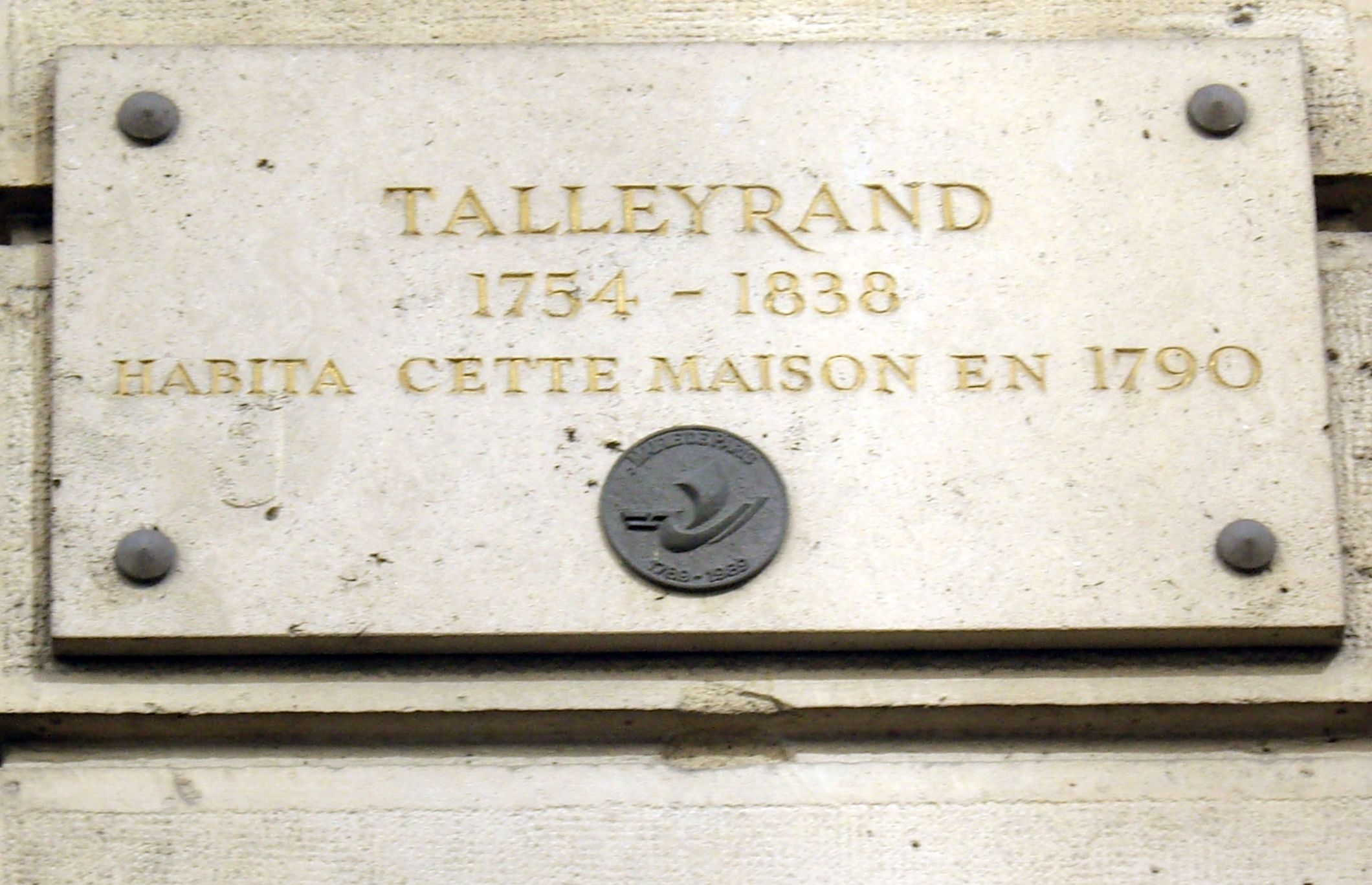
Talleyrand residia no nº 17 em 1790.
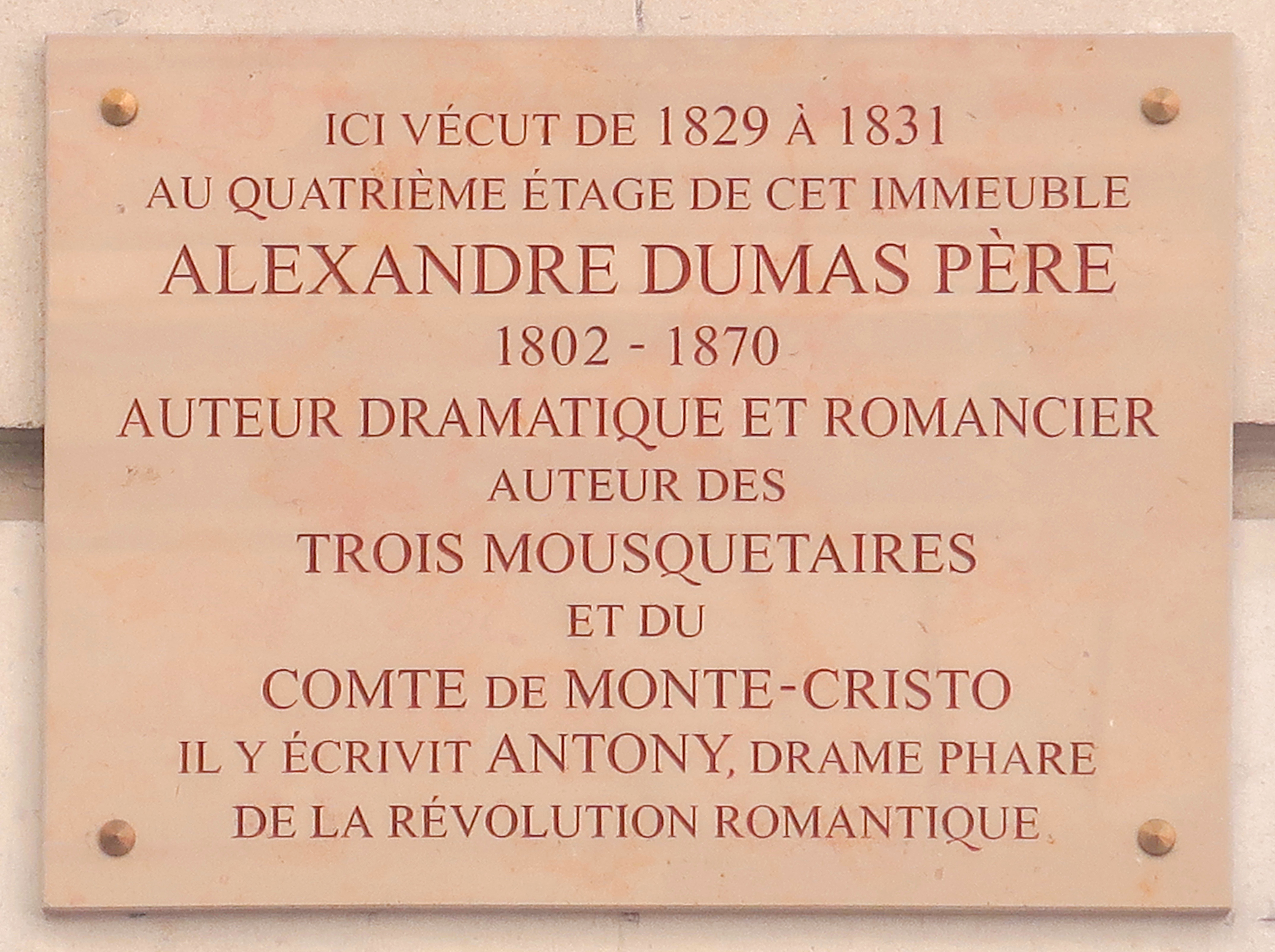
Alexandre Dumas viveu aí de 1829 a 1831.
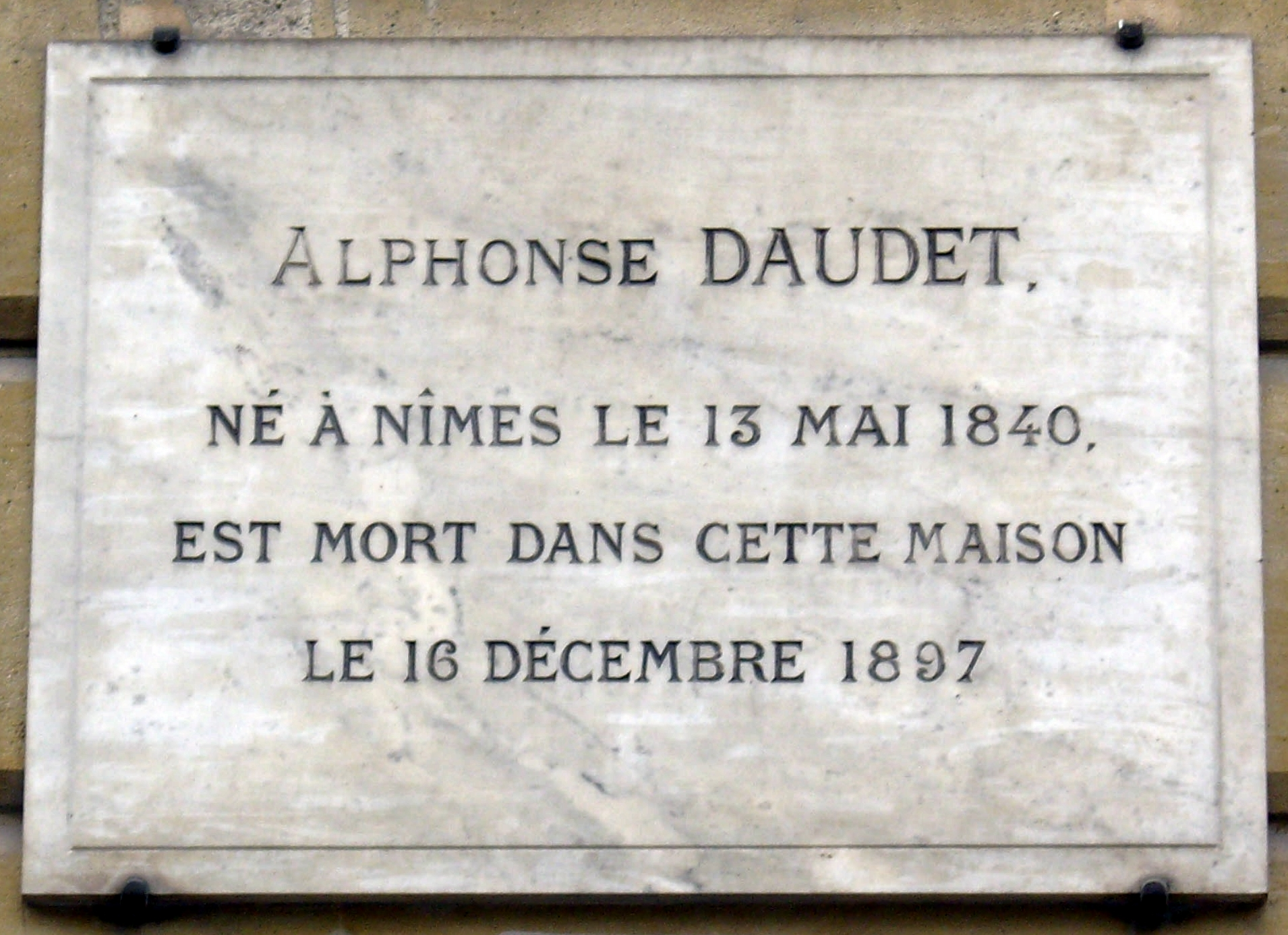
Alphonse Daudet morreu no nº 41 em 16 de dezembro de 1897.

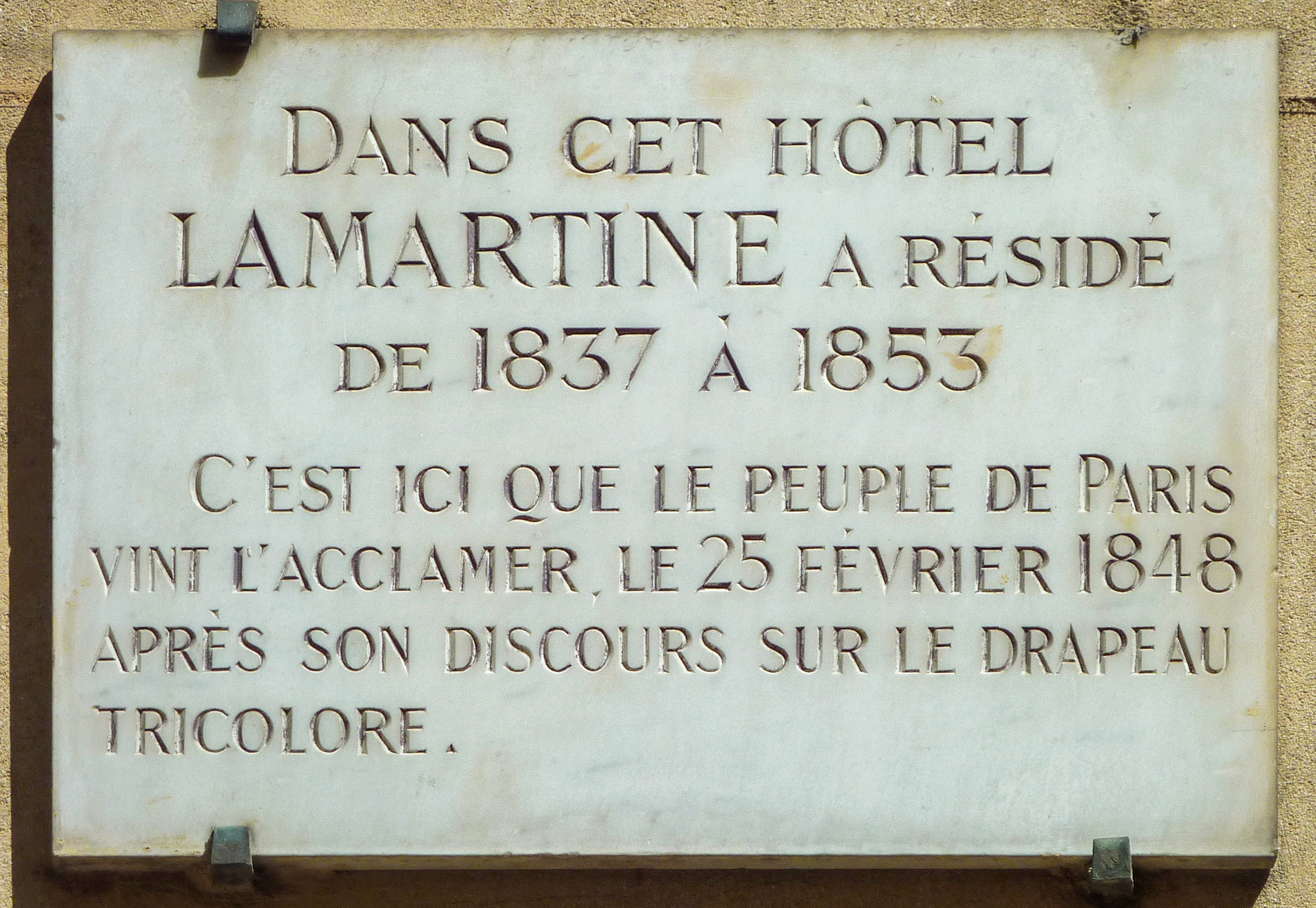
Lamartine residia no nº 82 de 1837 a 1853. Foi lá que o povo de Paris veio aclamá-lo em 25 de fevereiro de 1848, após seu discurso a favor da bandeira tricolor.
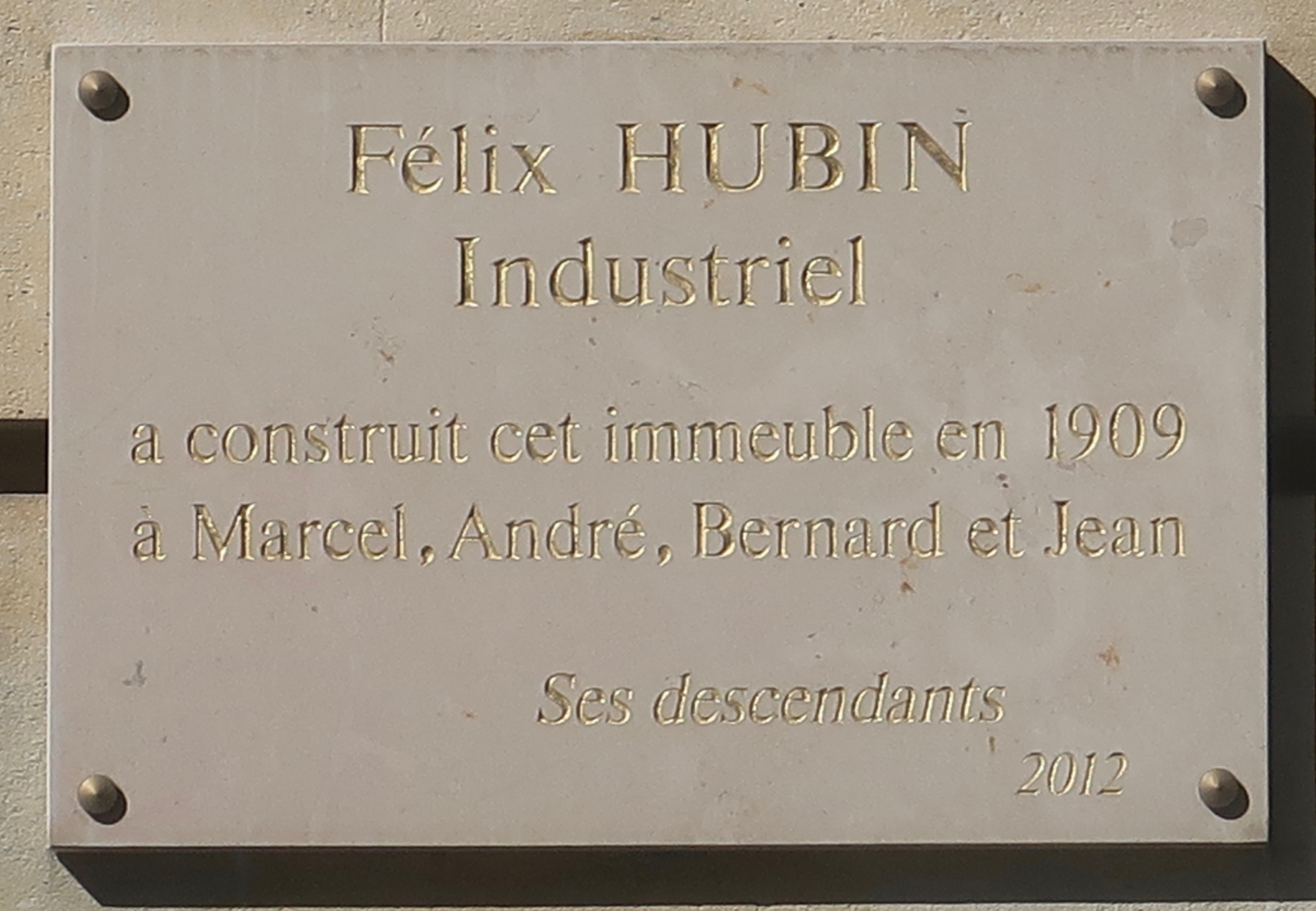
O industrial Félix Hubin mandou construir o edifício no nº 106 em 1909.
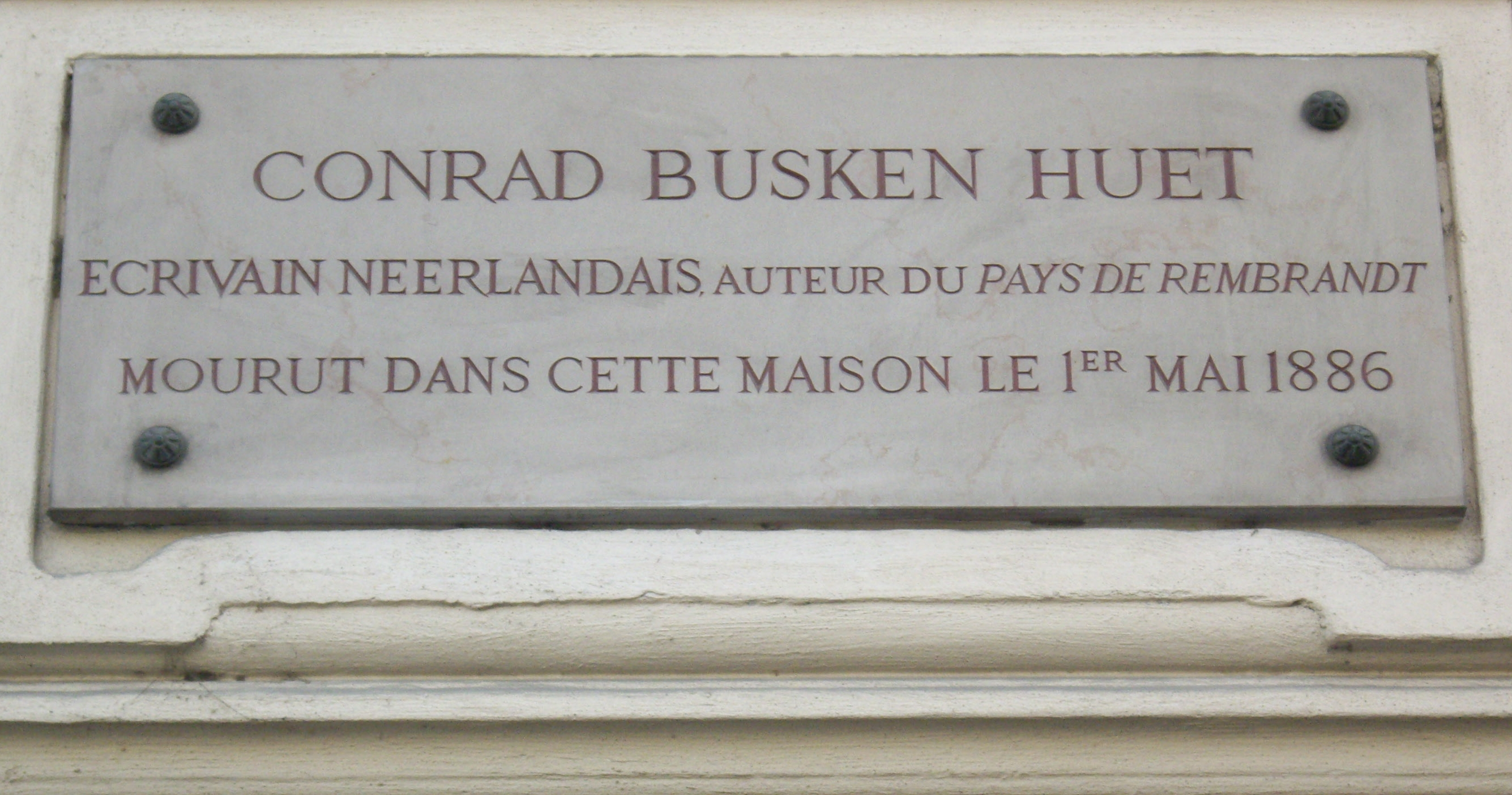
Conrad Busken Huet morreu no nº 107 em 1 de maio de 1886.
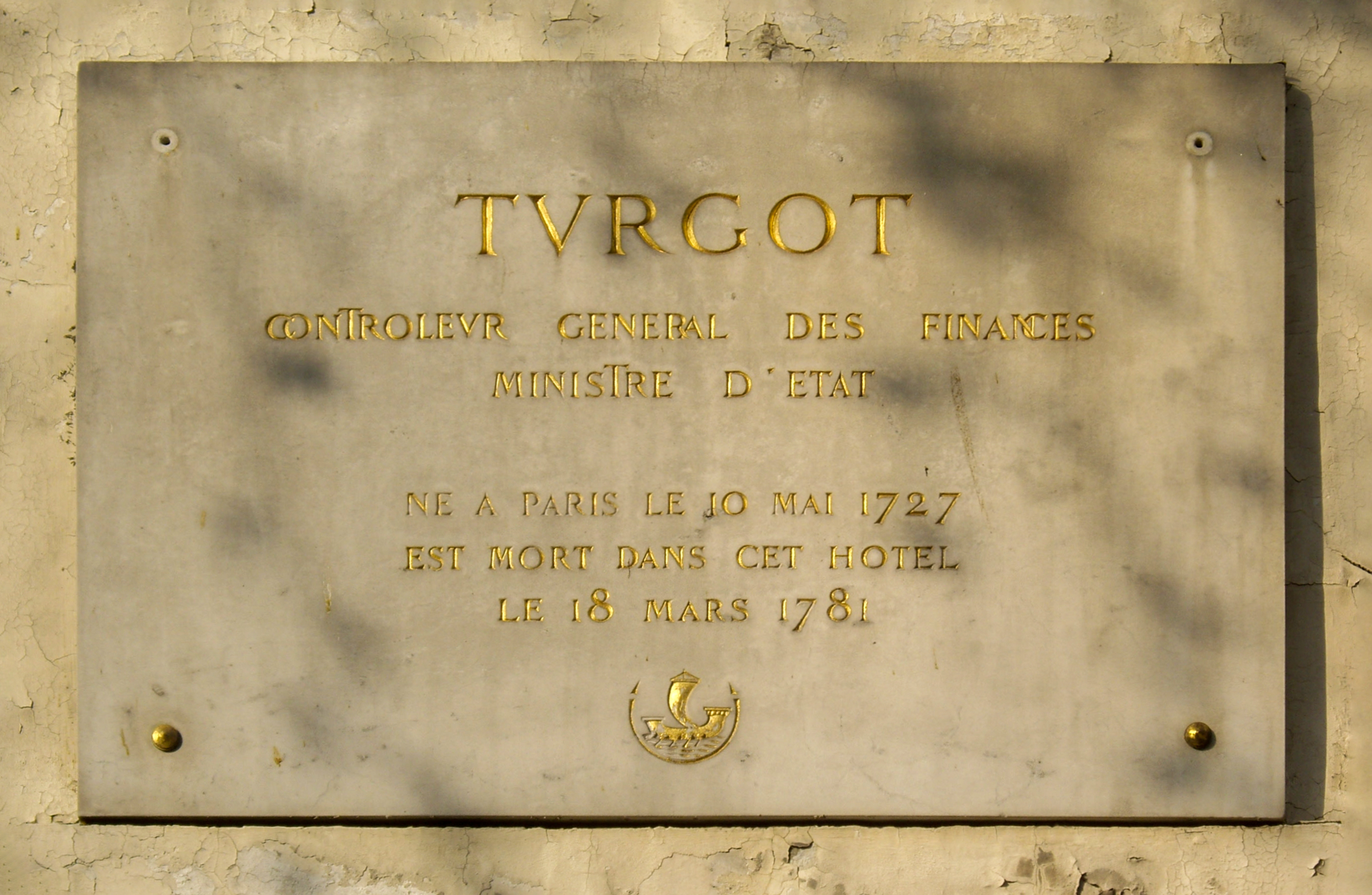
Turgot passou os últimos anos de sua vida no nº 108 e morreu aí em 18 de março de 1781.
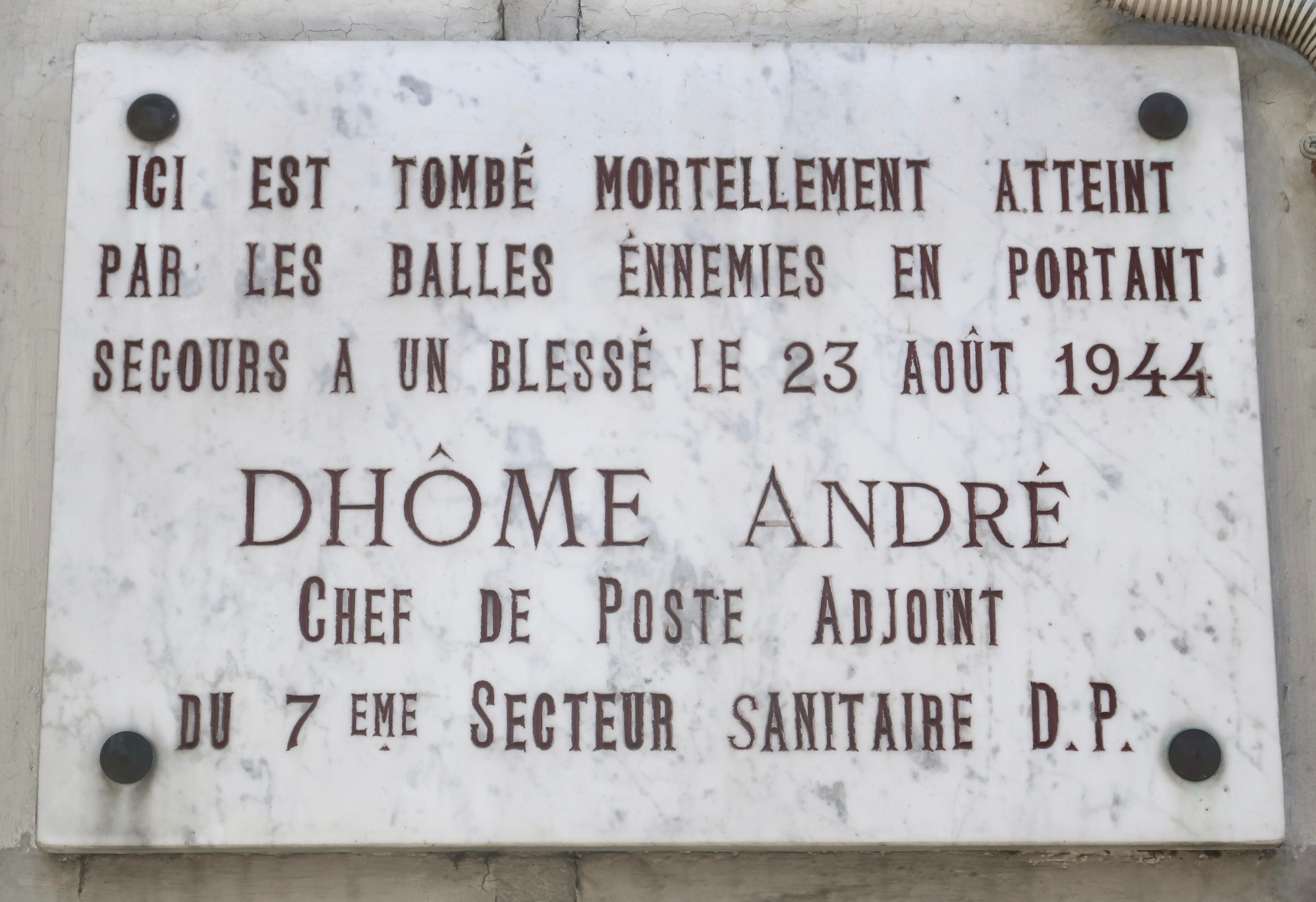
O combatente da resistência André Dhôme foi baleado no nº 131 em 23 de agosto de 1944, durante a Libertação de Paris, antes de morrer no dia seguinte (a placa está localizada no nº 129).